# Ветка Герцена
Ветка Герцена — посёлок сельского типа в Одинцовском районе Московской области, в составе сельского поселения Часцовское. Население 2 человека на 2006 год. До 2006 года Ветка Герцена входила в состав Часцовского сельского округа.
Посёлок расположен на юго-западе района, на Можайском шоссе, в 58 км от Москвы и в 6 км на северо-восток от Кубинки, высота центра над уровнем моря 211 м. Связан с Кубинкой и Голицыно автобусным сообщением (маршрут № 45).
По переписи 1989 года в посёлке Ветка Герцена числилось 7 хозяйств и 4 человека.